# 인챈트리스 (마블 코믹스)
인챈트리스는 마블 코믹스가 출판한 미국 만화에 등장하는 2명의 주인공이다. 첫번째 인챈트리스는 아모라라는 본명을 가진 강력한 마법사이자 여신으로, 그녀는 토르의 강력한 적 중 한 명이다. 두 번째 인챈트리스는 로키를 통해 강력한 마법을 얻게 된 실비에 루스톤으로 로키는 그녀를 혼돈의 도구로 만들었다. 그녀는 스스로 아모라를 모델로 삼았다.

## 인물의 생애

### 아모라
인챈트리스의 부모에 대해서는 알려진 바가 없으나 그녀는 아스가르드에서 태어났으며 로렐라이라는 여동생을 가진 것은 알려져 있다. 아모라는 노른의 여왕인 카르닐라의 연습생으로 들어가 마법을 배우기 시작했지만 결국 쫓겨났다. 그녀는 스스로 마법을 공부했고, 다른 사람들을 마법을 통해 홀리거나 그들의 비밀을 알아내는 것도 배웠다. 곧 아모라는 아스가르드에서 가장 강력한 마법사 중 한 명이 되었다. 그녀는 사람들을 유혹하고 세뇌하는 마법 주문의 달인이 되었다. 그녀의 잘 알려진 미모는 이에 도움이 되었다.
그녀의 첫 등장에서 그녀는 오딘이 방해되는 자라고 생각되는 토르의 애인을 제거하라는 명을 받고 오딘에 의해 파견되었다. 그녀는 토르를 자신의 것으로 만들고 싶다는 욕구도 있었다. 당시 스커지, 엑시큐셔너가 그녀를 도왔다. 엑시큐셔너는 인챈트리스를 좋아하고 있었고, 그녀는 여성적인 사기를 위해 그녀를 데리고 다녔다. 그녀는 돈 블레이크의 정체성을 지닌 토르를 유혹하고 제인 포스터를 죽이기 위해 엑시큐셔너를 보냄으로써 로키를 도와주기도 했다. 그러나 엑시큐셔너가 포스터를 다른 차원으로 유인했음에도 토르는 스커지에게 그의 망치를 주어 그녀를 원래 차원으로 돌려놓는데 성공했다.
스커지가 제인을 데리고 돌아오자 화가 난 인챈트리스는 스커지를 나무로 만들고 스커지는 그를 도와주는 대신 토르를 풀어주었다. 아모라는 토르의 망치를 독사로 변하게 하려고 했으나 토르의 망치는 이것이 먹히지 않았다. 토르는 이 둘을 데리고 아스가르드로 돌아갔다.
인챈트리스와 엑시큐셔너는 오딘에 의해 지구로 추방된다. 이들은 토르가 가입한 어벤저스와 딱 맞는 숫자인 제모 남작이 이끄는 마스터즈 오브 이블의 회원이 된다. 인챈트리스는 그녀의 주문과 특별한 음모로 토르에게 다른 어벤저들을 공격하도록 최면을 걸어 그들이 인간의 적으로 생각하게 만들었지만 아이언맨이 토르의 눈에 햇빛을 쐬게 함으로써 주문으로부터 그를 깨어나게 했다. 토르는 마스터스 오브 이블을 다른 차원으로 보냈고 인챈트리스와 엑시큐셔너도 후에 같은 곳으로 보내졌지만 인챈트리스는 모든 마스터스 오브 이블을 원래 차원으로 돌려놓았다. 인챈트리스는 원더맨을 유인하여 그를 마스터스 오브 이블에 가담하게 했다. 그녀는 제모가 어벤저스를 공격하는데 도움을 주기로 한 이모투스도 만났다. 이 시도가 실패로 끝나자 인챈트리스는 그 사건이 터지기 직전의 시간으로 되돌아갔고, 마스터스 오브 이블은 이것에 대한 기억이 남아 있었다. 이모투스가 마스터스 오브 이블과 접촉을 시도하자 인챈트리스는 이모투스의 시도를 막아냈다. 그녀는 이후 마스터스 오브 이블의 어벤저스에 대한 최후 공경[ 참여하여 블랙 나이트와 멜터를 감옥에서 꺼내주었다. 그녀는 엑시큐서너와 다른 차원으로 이동하기 위해 도망치려고 했지만 다른 과학 원칙으로 인해 되돌아왔다.
아모라는 발키리로 변장하여 레이디 리버레이터를 결성하고 남성 어벤저들과 싸우기도 한다. 그녀는 아콘을 어벤저스와의 싸움에 끌어들이기 위해 속인다. 아모라는 그녀의 마술을 이용해 사만사 패링튼과 바바라 노리스를 발키리로 만들었다. 엑시큐셔너와 함께 그녀는 디펜더스와 싱과 싸우기도 했다. 또한 그녀는 엑시큐셔너와 함께 트롤 군대를 이끌고 아스가르드를 정복하려고 시도했으며, 로키가 아스가르드를 잠시 통치하던 때에 그의 보좌관이 되었다.